# 대덕초등학교 (전북)
대덕초등학교는 대한민국 전북특별자치도 완주군에 있는 공립 초등학교이다.

## 학교 연혁
- 1938. 05. 10 구이공립심상소학교 부설 계곡간이학교 인가
- 1944. 05. 10 구곡공립국민학교 인가
- 1960. 05. 10 대덕국민학교로 개명
- 1984. 03. 02 병설유치원 1학급 설치
- 2012. 09. 28 제 26대 노용순 교장선생님 부임
- 2014. 02. 14 제61회 졸업(2818명)

## 참고 자료
- 대덕초등학교 - 한국교육학술정보원 학교알리미